# Conservatoire à rayonnement départemental du Choletais
 (mars 2020).
Le conservatoire à rayonnement départemental du Choletais, est une école principalement vouée à l’enseignement artistique de la musique, de la danse et du théâtre, située à Cholet dans le département de Maine-et-Loire.

## Présentation
Anciennement école de musique, devenue intercommunale en 2003, le conservatoire de Cholet est un conservatoire à rayonnement départemental qui reçoit des élèves de toutes les communes du département, accueillant en priorité les élèves de Cholet Agglomération (CA).[réf. nécessaire]
Le conservatoire de Cholet dispense des enseignements dans de très nombreuses disciplines, à visées amatrices comme professionnelles. Il accueille plus de 1 250 élèves, quasiment 1 300 d’après la dernière présentation officielle de l’espace Saint-Louis par la commune (mars 2019). Il est supervisé pédagogiquement par le ministère de la Culture et géré par l'AdC. C’est un service public financé majoritairement par l’État et la communauté d'agglomération bien que les frais d’inscription soient payants[réf. nécessaire].
L’enseignement qu’il propose s’organise en différents cycles, de l’éveil aux pratiques artistiques jusqu'aux cycles spécialisés à visées professionnelles en passant par trois cycles d’enseignement amateur en musique, en art dramatique et en danse.
Le conservatoire dispose également d’une bibliothèque-discothèque où se trouvent de nombreuses ressources bibliographiques, CD audio et partitions concernant les disciplines enseignées, disponibles pour les élèves et pour les gens externes au conservatoire. Il dispose aussi d'un service de location d’instruments de musique, lui aussi disponible pour les gens de l'extérieur, ainsi qu’un auditorium, la chapelle Saint-Louis appelée aussi auditorium Jean-Sébastien Bach.

## Historique du bâtiment

### Un hôpital du Moyen Âge auXXesiècle
Le conservatoire du Choletais, tel le théâtre St Louis, est installé dans un bâtiment très ancien dont les fondations étaient déjà présentes au Moyen Âge avant le XIIIe siècle, d'abord sous la forme d'une maladrerie, lieu recueillant les lépreux.
À partir de 1406, un prêtre de Notre-Dame de Cholet, Thibault Carté y crée une aumônerie. En 1694, à la suite d'édits d'avril 1656 et juin 1662 promulgués par Louis XIV, le seigneur de Cholet de l'époque, le marquis de Broon, décide d'y créer un hôpital où il envoie des religieuses s'occuper des malades. En 1803, l’hôpital est déplacé à l'hospice du couvent des Cordelières. Néanmoins cet hôpital se développant, entre 1832 et 1872, des nouveaux bâtiments sont construits auxquels s'ajoute la chapelle Saint-Louis en 1873. Entre 1881 et 1897, plusieurs autres bâtiments sont construits sur le site pour accueillir de plus en plus de malades, indigents, vieillards et orphelins, ainsi que pour servir de maternité et faire des recherches en chirurgie. L’hôpital, alors hôpital de Cholet, est modernisé entre 1903 et 1912, si bien qu'il ne reste presque plus rien des bâtiments d'origine du couvent des Cordelières.

### Réhabilitation depuis 1995
À la suite de la construction d'un nouvel hôpital entre 1974 et 1977, l’hôpital de Cholet ferme en 1977. La ville le rachète en 1995 pour en faire un espace culturel sous le nom d'espace Saint-Louis. L'école de musique, danse et art dramatique de Cholet, présente en différents points à Cholet depuis 1979, est ainsi transférée et valorisée en conservatoire. La réhabilitation commencée en 2002 permet d'ouvrir les portes au public en 2004. En 2003, la ville de Cholet a reçu le premier prix départemental d’architecture pour cette réhabilitation.

## Missions et organisation
L’enseignement du conservatoire de Cholet s’oriente autour de quatre principes fondamentaux conformément à la charte de l’enseignement artistique du ministère de la culture (2001) :
- enseignement ;
- pratique, exprimée notamment par la participation des élèves à des pratiques collectives ;
- diffusion par différentes prestations d’élèves et de professionnels (par exemple "Arts de Scène") ;
- démocratisation, notamment par un grand nombre de conférences accessibles au public hors conservatoire[3].

Le conservatoire a pour mission de former aux différentes disciplines amateurs comme professionnels et fait partie du collectif de trois conservatoires à rayonnement départemental des Pays de la Loire qui travaillent en commun à l'établissement d'une orientation professionnelle pour les étudiants avec les conservatoires de Nantes, d'Angers, d'Alençon, de La Roche-sur-Yon, de Laval, du Mans et de Saint-Nazaire.  
Pour cela le conservatoire dispose d’un corps pédagogique de soixante-seize enseignants. 
Le conservatoire est en mesure de pourvoir les élèves en fin de parcours de diplômes reconnus par l'état : diplôme d'études musicales (DEM) et diplôme d'études chorégraphiques (DEC).

## Directeurs
- Gilles Foussier, de 1994 à 2009[6].
- Emmanuel Gaultier, de 2012 à 2017[7].
- Jean-Pierre Florent, de novembre 2017 à 2019[8].
- Rémi Corbière, du 1er novembre 2019[9] à 2023
- Sophie Grimault, depuis septembre 2023.

## Disciplines proposées
Le conservatoire de Cholet propose une grande variété d’enseignements dans ses trois secteurs principaux : musique, danse et théâtre.

### Éveil
Il accueille d'abord les plus jeunes élèves (à partir de 5 ans) dans trois ateliers d’initiation: éveil artistique qui mêle danse et musique, éveil musical et parcours découverte, ainsi qu'un éveil adapté pour les enfants en situation de handicap.

### Classes à horaires aménagés
Les trois domaines (musique, danse et art dramatique) peuvent être pratiqués en classe à horaires aménagés en musique, danse, théâtre ou arts plastiques, les cours étant disposés sur le temps scolaire pour faciliter l'organisation et limiter les problèmes de transports, ceux-ci étant organisés par les établissements partenaires.

### Musique
Dans le domaine de la musique, il dispense huit disciplines différentes de culture musicale, soit d’enseignement théorique de la musique, telles que la formation musicale, histoire de la musique, écriture et arrangement, analyse ou la musique au baccalauréat.

#### Instruments
Le conservatoire de Cholet dispense aussi des cours pour trente-cinq instruments différents appartenant à toutes les familles d’instruments : bois (flûte traversière, hautbois, clarinette, basson, saxophone), claviers (piano, orgue, accordéon), instruments à cordes frottées (violon, alto, violoncelle, contrebasse) et pincées (guitare, harpe), cuivres (trompette, trombone, tuba, cor harmonique) , instruments jazz (guitare électrique, saxophone, piano jazz, batterie, guitare basse, trompette jazz ainsi qu'une formation musicale jazz) , percussions et même musique ancienne (clavecin, viole de gambe, flûte à bec et luth), auxquels s'ajoutent les pratiques vocales individuelles comme collectives (chant et maîtrise),.  

#### Pratiques collectives
Il propose également des pratiques collectives, outre celles proposées directement par les instruments, telles que l’orchestre symphonique de Cholet, l’orchestre harmonique de Cholet, les orchestres à cordes et à vent, des pratiques de musique de chambre ainsi que des ateliers jazz, un Big band et les ensembles vocaux tel que l'atelier lyrique ou l'ensemble vocal Rossini qui accueille des chanteurs qui ne sont pas nécessairement inscrits en classe de pratique vocale au conservatoire. 
De plus, il existe spécialement un atelier baroque qui mêle pratiques vocales et instrumentales autour de la musique de cette période.

#### Autres domaines musicaux enseignés
Le conservatoire permet aussi à des groupes amateurs, souhaitant ou non se professionnaliser, de disposer d’une grande qualité d’enregistrement et de management du son dans le cadre de l’espace des musiques actuelles dont il dispense différents cours de musique assistée par ordinateur musique assistée par ordinateur (MAO) et ateliers de musique électronique auxquels s'ajoutent d'autres ateliers, stages et conférences qui permettent de développer la créativité des élèves bénéficiant de la formation et de les préparer aux prestations en live ainsi qu'à l'enregistrement. Le département musiques actuelles dispose en effet d'un studio d'enregistrement complet composé de deux pièces aménagées pour une qualité d'enregistrement optimale ainsi qu'une salle de contrôle du son. Des projets sont organisés régulièrement avec des intervenants extérieurs. 
Un atelier de médecine des arts (posture de conscience corporelle du musicien instrumentiste) est également dispensé aux élèves qui le souhaitent. Il est pris en charge par une professeure diplômée en médecine des arts-musique.
Le conservatoire de Cholet permet aux enfants comme aux adultes, en situation de handicap, de suivre un parcours de musique adapté se composant de trois cours : éveil musical, pratique instrumentale et pratique collective. Un personnel enseignant formé sur les méthodes éducatives adaptées ainsi que des outils et locaux pensés en fonction sont disponibles dans cette démarche. Sont accueillis tous les jeunes présentant un handicap, qu'il soit moteur, sensoriel ou cognitif,.

### Danse
Le conservatoire enseigne différents cours de danse jusqu'à un niveau pré-professionnel, organisés autour de trois secteurs : danse classique, danse jazz et danse de caractère, durant un parcours de trois cycles. Des élèves de 5 à 8 ans sont inscrits chaque année en initiation ou en cycle probatoire avant d'entamer un premier cycle concentré sur la danse classique puis de pratiquer en supplément danses de caractère et jazz (en alternance) en second cycle et ensuite de se spécialiser dans un des trois secteurs en troisième cycle, pour réaliser éventuellement un cycle spécialisé à visée professionnelle ou rester sur un troisième cycle amateur.

### Théâtre
Le conservatoire permet aux élèves de suivre un cursus entier d'art dramatique, accueillant les élèves à partir de 8 ans en éveil théâtral, après quoi ils peuvent poursuivre sur deux cycles de 2 à 3 ans chacun qui les préparent à intégrer des établissements plus spécialisés.